# Cheiracanthium spectabile
Cheiracanthium spectabile is een spinnensoort uit de familie Cheiracanthiidae.
De wetenschappelijke naam van de soort werd in 1887 als Eutittha spectabilis gepubliceerd door Tord Tamerlan Teodor Thorell.